# Parc de la Feyssine
Le parc de la Feyssine est un espace vert situé sur les bords du Rhône, au nord de la commune de Villeurbanne. D'une superficie totale de 55 hectares, il est séparé de sa frange Sud par l'ancien boulevard périphérique de Lyon, bordé de platanes, et seulement quarante hectares sont aménagés.
Le nom officiel est Parc naturel urbain de la Feyssine.
Le site web du parc de la Feyssine, qui propose une visite interactive du parc, a vu le jour le 26 avril 2011.
Le parc est régulièrement terrain de jeu de géologues s'en servant de terrain d’expérimentation pour leur matériel de visualisation des sols[réf. souhaitée]. 

## Histoire

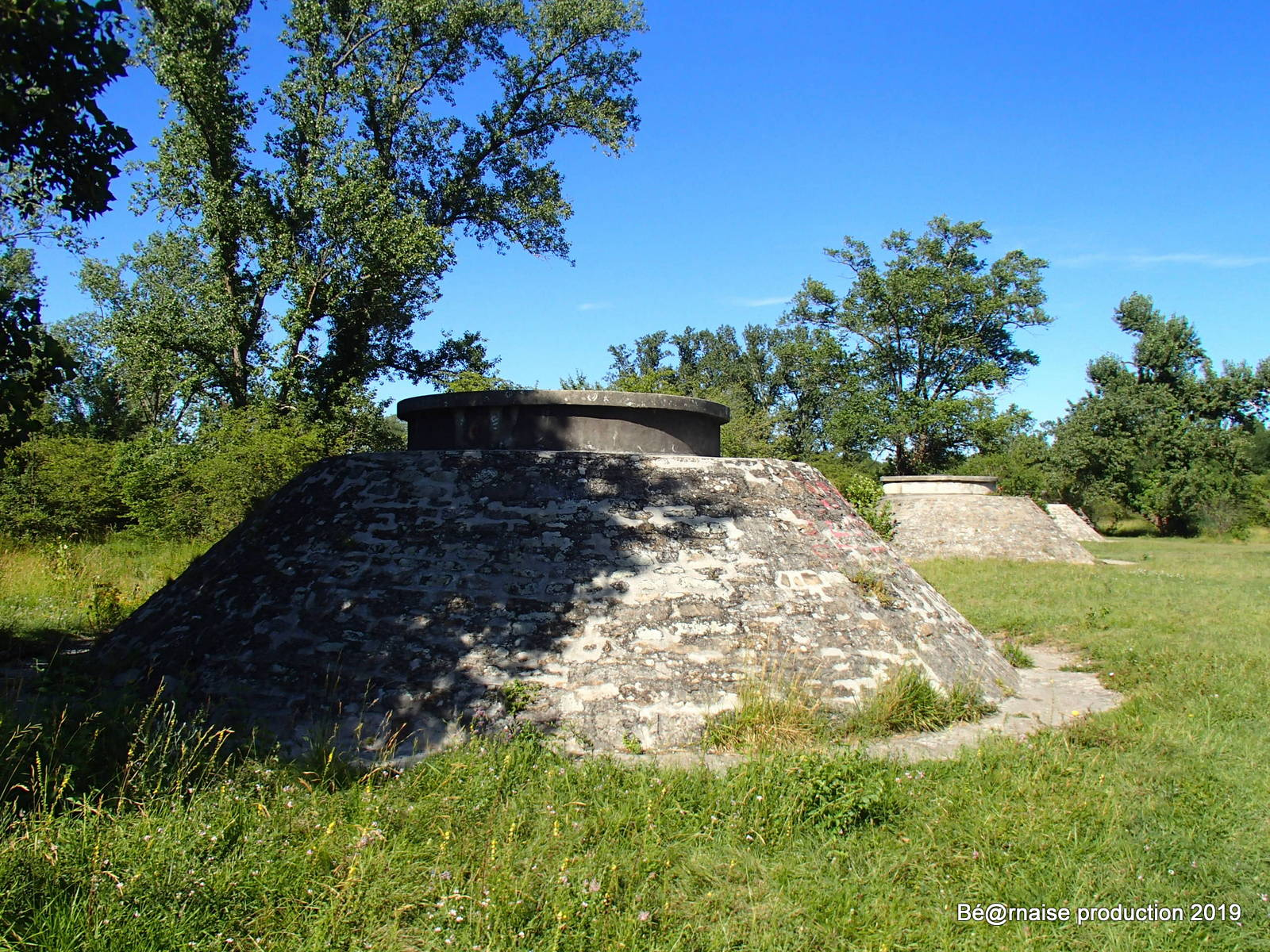
Puits de captage d'eau désaffectés du parc de la Feyssine

Le terrain actuel de la Feyssine était occupé jusqu'au XIXe siècle par des terres agricoles.
Etant situé en amont de la ville de Lyon et donc de sa pollution, c'est un espace où la nappe est relativement saine et préservée des polluants des industries notamment chimiques. On commença à y pomper de l'eau à partir de 1887. Le site devint rapidement la zone de captage d'eau principale de l'agglomération lyonnaise. La baisse du niveau des eaux a obligé à déplacer la zone de captage vers le champ captant de Crépieux-Charmy. Le captage fut définitivement arrêté en 1976. Il reste aujourd'hui encore des puits désaffectés.
Le site est alors devenu une friche dans laquelle se sont construites des habitations vétustes et illégales. La mairie de Villeurbanne a décidé à la fin des années 1990, de requalifier ce site. Il fut question d'en faire une zone d'habitation dense, mais les élus Verts du conseil municipal se sont opposés à ce projet, arguant, entre autres, que le site se trouvait en zone inondable. Il a alors été décidé de créer un parc municipal.

## Disposition
Les travaux ont débuté en 2000 et le parc a été inauguré en 2002. Il est constitué des deux parties :
- Une peupleraie, traversée dans sa longueur par une piste cyclable, une promenade hectométrique (appelée ainsi car tous les cent mètres, on y trouve des bornes éducatives), un chemin de halage. Il est également parcouru par un ouvrage lié à l'histoire du captage de l'eau, où l'on retrouve les 2 branches d'un diapason. Ce sont d'anciens canaux qui servaient de réserve d'eaux pour la nappe phréatique. Le nom diapason vient de la forme générale de la disposition de ces deux canaux. On y trouve également un étang artificiel qui a une vocation pédagogique. Enfin, il y a un pont en bois d'une longueur de deux cents mètres, qui enjambe le parc dans toute sa largeur et qui permet de relier le boulevard Laurent Bonnevay au Rhône. Il a été conçu de manière à donner l'impression d'être suspendu au-dessus des arbres.

- Une zone de prairies, appelée la grande prairie, aménagée sur une ancienne gravière.

Le parc relie, à l'est, le Grand parc de Miribel-Jonage, à l'ouest, le parc de la Tête d'Or et plus au sud, les berges du Rhône et le quartier de Gerland. Il a ainsi permis d'établir une « coulée verte » le long des bords du Rhône. Elle se situe dans le prolongement des aménagements naturels le long du quai Charles-de-Gaulle (Cité internationale de Lyon, Interpol, Musée d'art contemporain de Lyon) et du Parc de la tête d'or. Le parc se trouve face au campus de la Doua incluant l'INSA de Lyon et à l'université Claude Bernard Lyon 1. 

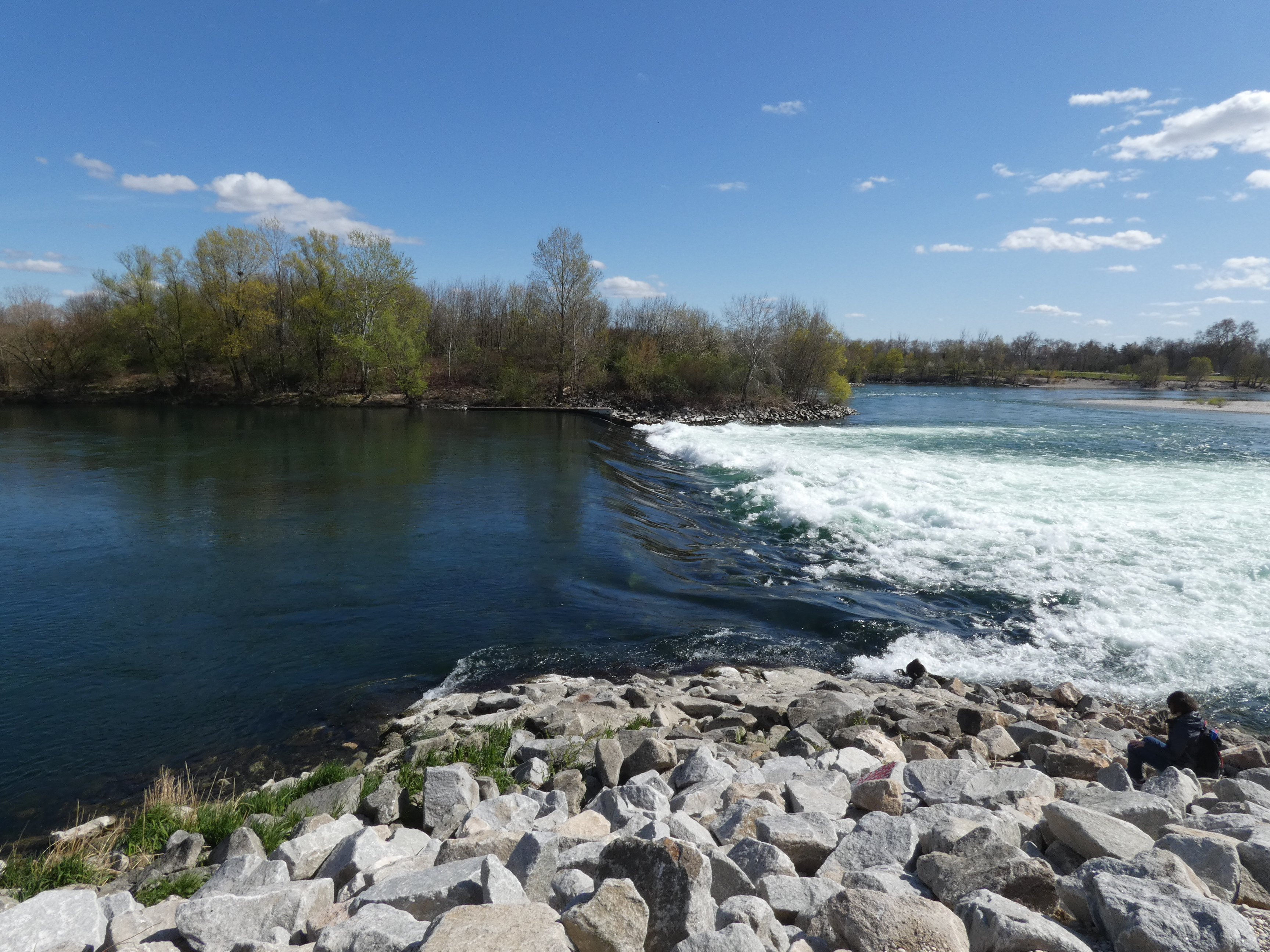
Cascade nommée Hawaii-sur-Rhône, désormais interdite à la navigation.

La partie se situant entre les deux rives sous le pont du boulevard périphérique de Lyon est surnommée « Hawaii-sur-Rhône » par les pratiquants de sports de glisse tels que le kayak.

## Faune et flore
Dans le parc, l'aménagement initial a anticipé sur la régénération des boisements, et l'évolution du biotope en lien avec l'abaissement de la nappe phréatique. Au travers des plantations et de la gestion mise en œuvre, un des objectifs poursuivis est de permettre aux espèces indigènes de s'installer et de conserver le caractère alluvial de cet espace. La volonté de lutte contre les espèces invasives est au cœur des enjeux de gestion, et fait l'objet d'un suivi particulier par la Ville de Villeurbanne gestionnaire.

La faune et la flore du parc sont assez riches :
- oiseaux : pics verts, mésanges, et sur les îlots en bord de Rhône : hérons, faucons hobereau...
- rongeurs : lapins, ragondins, castors. L’île aux castors, située sur le Rhône, est visible depuis le parc. Les lapins de garenne, particulièrement envahissants et en surpopulation, sont régulièrement capturés lors de battues au furet organisées par la mairie de Villeurbanne [4].
- fleurs : sauge des prés, origan, plus de vingt espèces d'orchidées différentes dont Epipactis rhodanensis, une espèce rare.
- flore : Présence d'Ophioglossum vulgatum, espèce protégée.
- arbres et arbustes : peuplier, frêne, saule, aubépine, robinier faux-acacia (Robinia pseudoacacia), platane (Platanus × hispanica)...

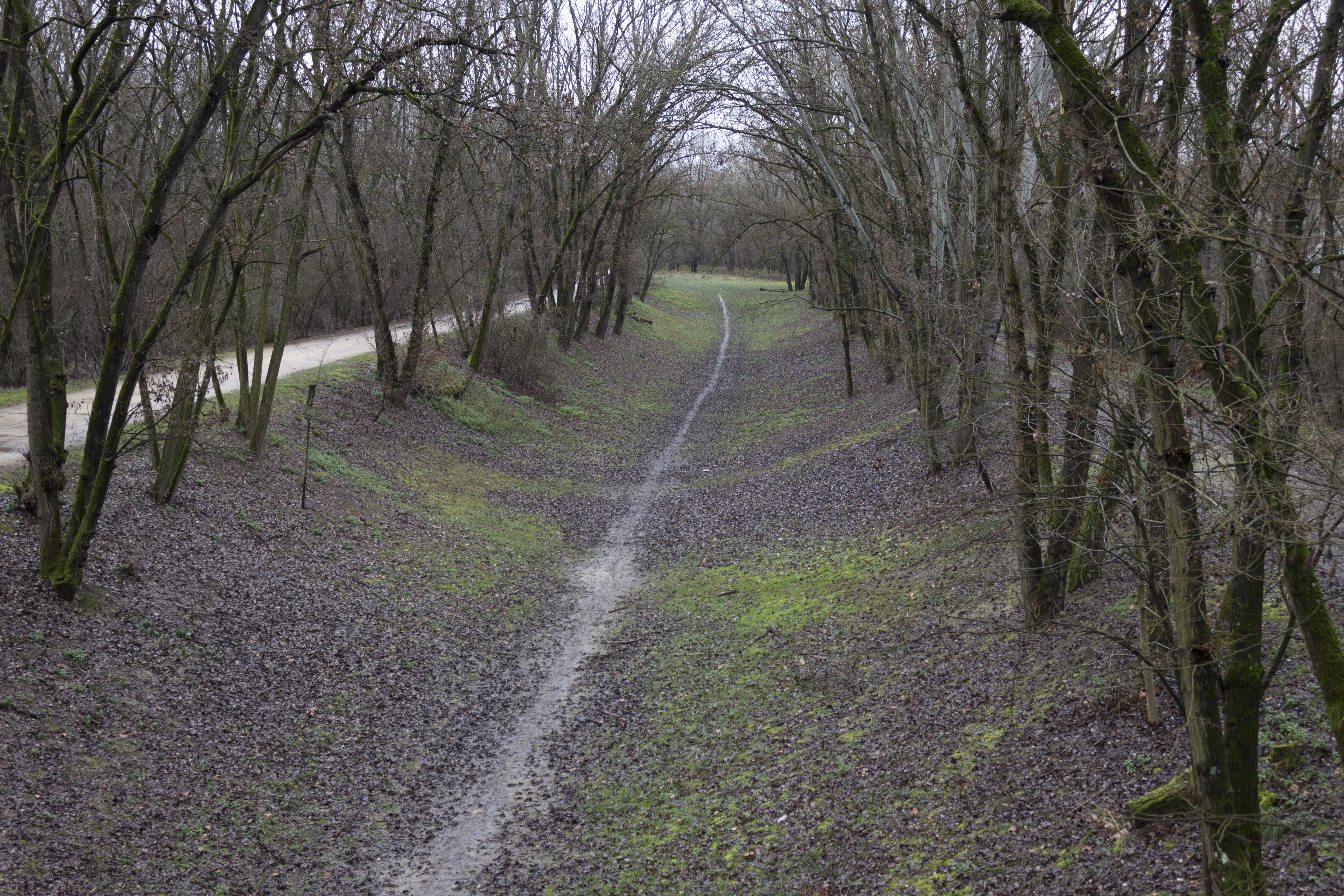
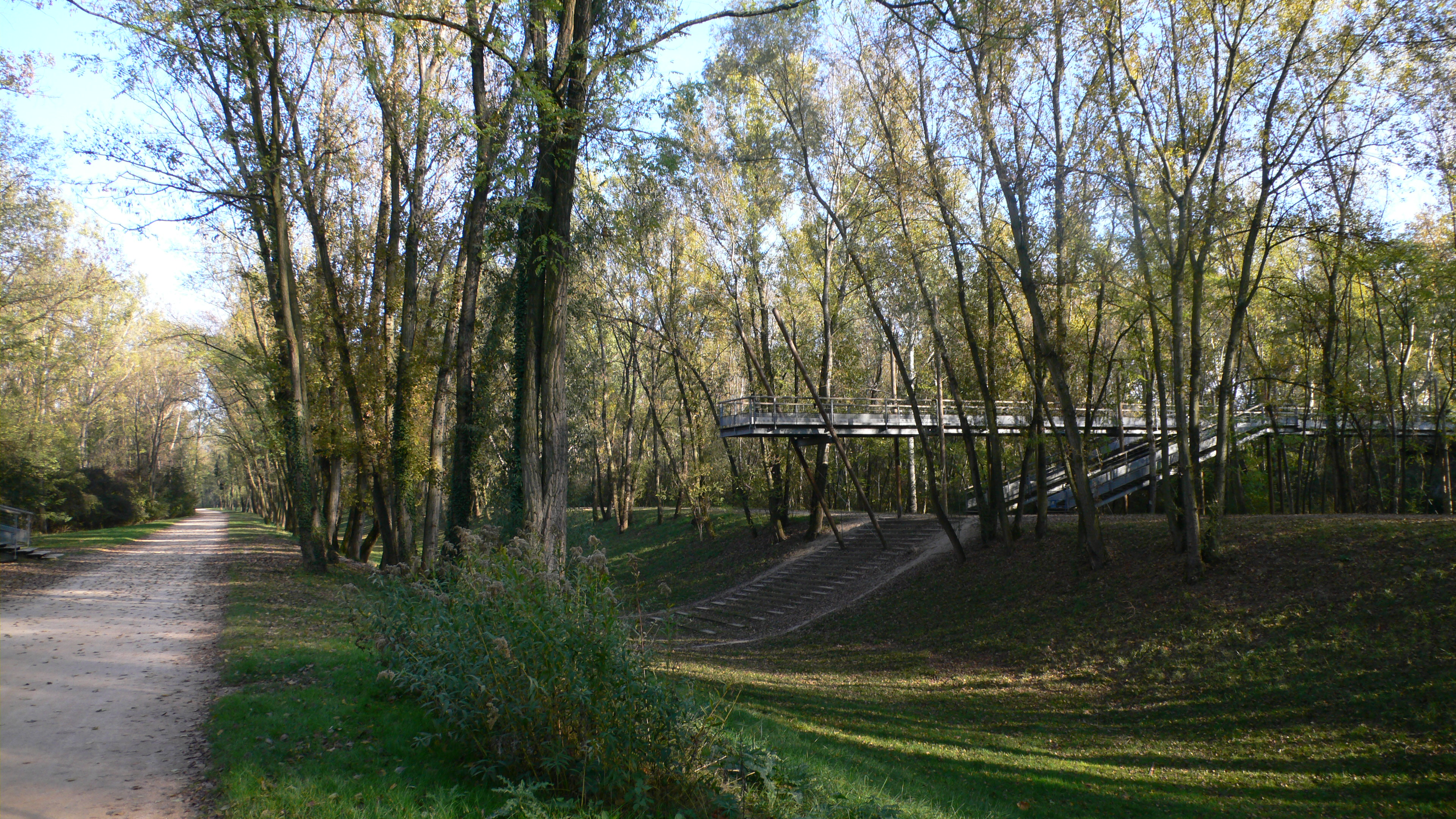
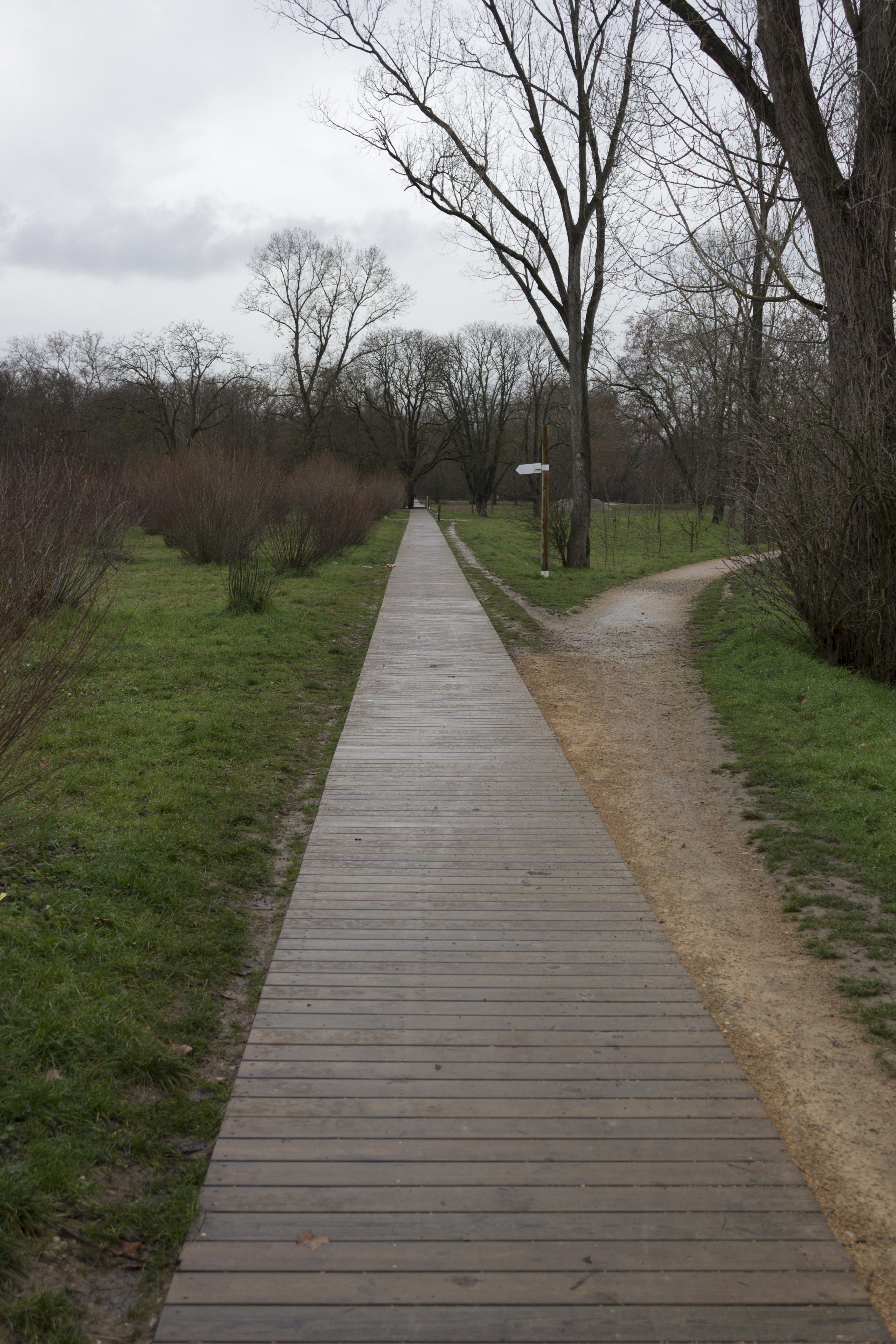
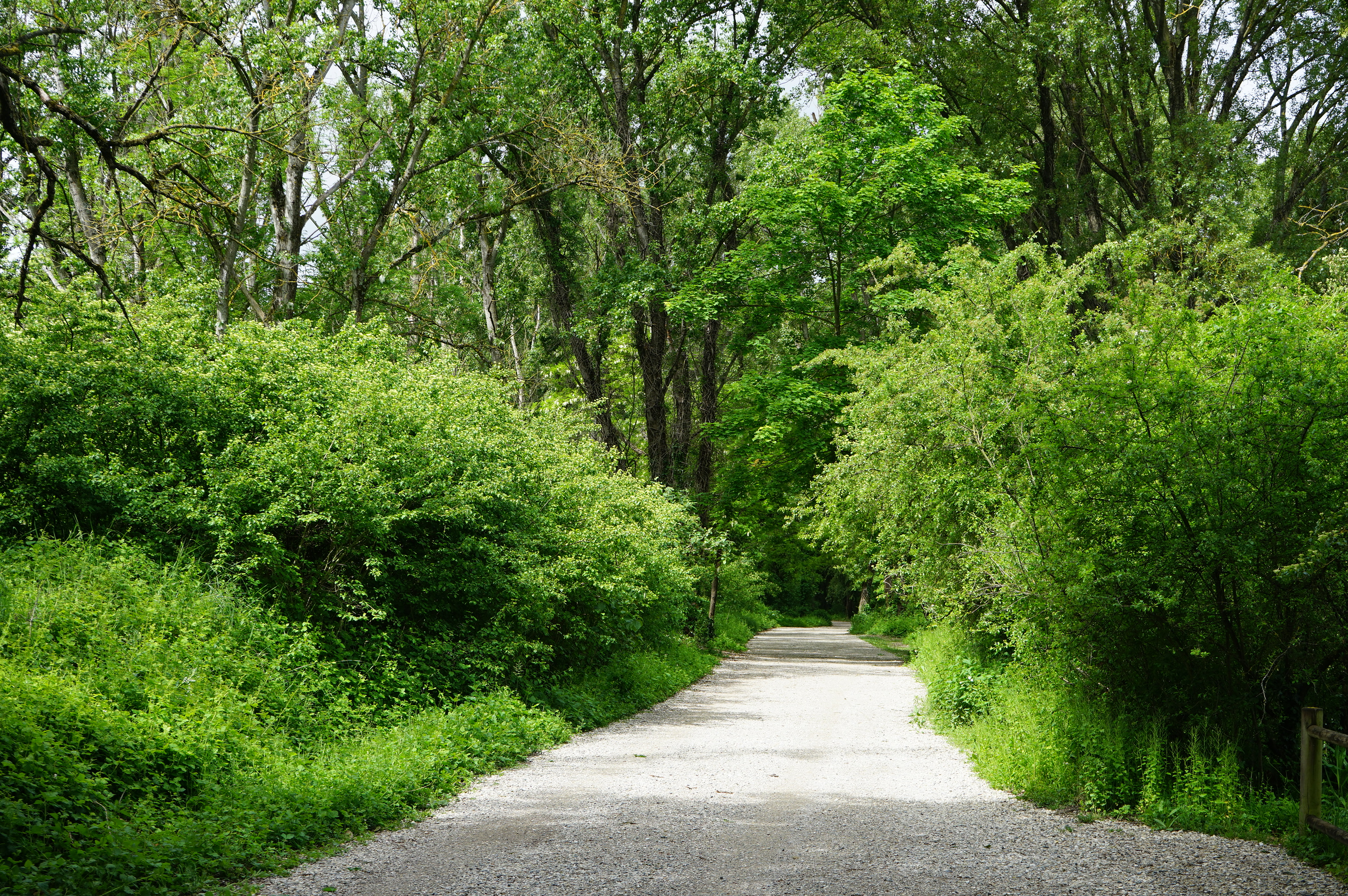
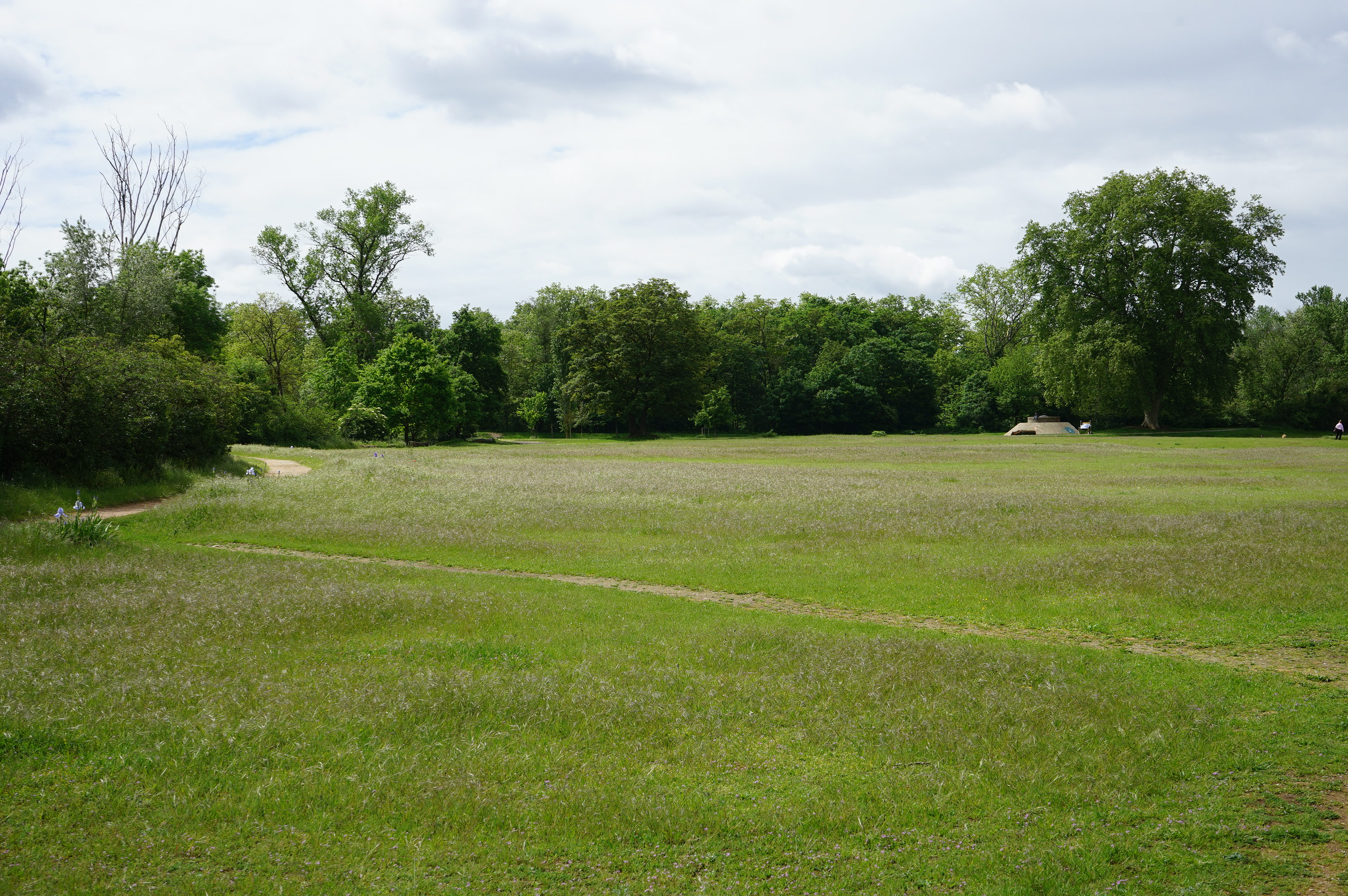